# Camargoia camargoi
Camargoia camargoi är en biart som beskrevs av Jesus Santiago Moure 1989. Camargoia camargoi ingår i släktet Camargoia och familjen långtungebin. Inga underarter finns listade.